# Mececyon trinilensis
Mececyon trinilensis, o canide di Trinil, è un canide estinto vissuto nel Pleistocene medio (circa 130.000 anni fa) e i suoi resti fossili sono stati ritrovati sull'isola di Giava. 

## Descrizione
I fossili di questo animale sono piuttosto frammentari, e consistono principalmente in frammenti di mascelle. Non è possibile quindi ricostruire con esattezza l'aspetto di Mececyon; in ogni caso, il raffronto dei fossili trovati con quelli di forme simili (come Xenocyon e Cynotherium) indica che questo animale doveva avere la taglia di una volpe. Mececyon è stato spesso paragonato all'attuale cuon, ma se ne differenziava per alcuni particolari della dentatura: era presente un terzo molare inferiore, e il talonide del primo molare era meno specializzato. 

## Classificazione
I fossili di Mececyon vennero descritti per la prima volta nel 1911, all'interno della pubblicazione riguardante la spedizione in cui venne ritrovato l'uomo di Giava (all'epoca noto come Pithecanthropus erectus). In seguito vennero attribuiti a una specie di cuon, ma altri studi riconfermarono la validità tassonomica del genere Mececyon. Attualmente Mececyon è considerato uno stretto parente dei grandi canidi cacciatori come gli attuali licaone e cuon e l'estinto Xenocyon. In particolare, l'antenato di Mececyon era con tutta probabilità il grande Megacyon, vissuto sempre a Giava e i cui fossili risalgono ad alcuni millenni di anni prima. Megacyon, di grande taglia, ridusse progressivamente le proprie dimensioni fino a dare origine a Mececyon, a causa del fenomeno del nanismo insulare. 